# Baziro
Baziro är ett vattendrag i Burundi.   Det ligger i provinsen Cibitoke, i den nordvästra delen av landet, 80 kilometer norr om huvudstaden Bujumbura.
I omgivningarna runt Baziro växer i huvudsak städsegrön lövskog. Runt Baziro är det ganska tätbefolkat, med 134 invånare per kvadratkilometer.